# バラク (ベルガリアード物語)
バラク（Barak）は、デイヴィッド・エディングスのファンタジー小説『ベルガリアード物語』および『マロリオン物語』に登場する架空の人物。

## 人物概要
アローン諸国のひとつであるチェレクの伯爵で、トレルハイム卿の称号を持つ。アンヘグ王（Anheg）のいとこにあたる。《ダリネの書》、《ムリンの書》に代表される『光の予言』では【恐ろしい熊】と呼ばれ、『ベルガリアード物語』にて探索の旅の仲間となる。特徴としては、
- 赤毛の髪と長いひげを編んでいる。巨漢かつ怪力で剣術と航海術に長けている。戦闘でガリオン（Garion）たちをサポートする。
- ガリオンの剣術の指南役である。
- 原因不明の衝動で熊に変貌することがある。
- 自分専用の戦艦《海鳥号》を持っている（『マロリオン物語』）。

である。妻はメレル（Merel）、娘はグンドレッド（Gundred）とテルジー（Terzie）、息子はウンラク（Unrak）。いとこはアンヘグの他に、トルネドラ大使グリンネグ（Grinneg）がいる。

## 人間性
戦と海を愛する豪快な性格で、典型的なチェレク人である。カッとなりやすく、しかも、「『やるな』と命令されたら、どうしてもやりたくなる」という子供じみた無謀な一面も持ち合わせている。
しかし、一方では繊細なところもある。熊に変貌することがあるが、本人はそれを『呪い』だと信じ込み、深く絶望する。現在の妻メレルに一目惚れし、すべての情熱を傾けて求愛したのはいいが、いざ結婚してみると、時が経つにつれて冷戦状態が悪化してしまう。戦と海と酒は、彼にそんな状況を忘れさせる大事なものなのだろう。
だが、彼のネガティブな側面は、ガリオンをはじめとする仲間との出会いを含め、『ベルガリアード物語』の進行とともに影を潜めることとなる。『マロリオン物語』では、代わりに彼の好戦的な一面がクローズアップされ、リーダーとしての役割を果たすようになる。

## 『ベルガリアード物語』での活躍
シルク（Silk）とともに、センダリアでガリオン一行と出会い、そのまま旅の仲間に加わる。チェレクの首都ヴァル・アローンでイノシシ狩りをしている最中、ガリオンがイノシシに襲われ、その拍子に熊に変貌してしまう（が、本人はまだこの段階で変貌の原因を知らない）。やがて元に戻り、ガリオンたちとともにヴァル・アローンを発とうとした時、予言能力を持つ盲目の老婆マルテ（Martje）の発言に激怒し、彼女に斬りかかろうとする（この時はポルガラ（Polgara）が魔術でマルテに視力を与え、代わりに予言能力を奪った）。
妻メレルの間に2人の娘がいるが、夫婦仲は冷え切っている。メレルは彼に関することなら何でも『義務』と受け止める冷酷ぶりであった。が、彼がふたたび熊に変貌して船上で自殺を図ろうとしたとき、メレルが息子を妊娠していることを知らされ、自殺を思いとどまる。予言により《アルダー谷》を訪れたとき、ベルガラスの『兄弟』で魔術師のベルティラ（Beltira）とベルキラ（Belkira）に【恐ろしい熊】と言われて動揺するが、何とかやり過ごす。やがて、息子ウンラク（Unrak）の誕生を契機に、妻との仲は次第に好転していく。
《アルダーの珠》を奪還し、リヴァで正式にリヴァ国王に即位したガリオンがベルガラス（Belgarath）、シルクとともにマロリー（Marollea）に行っている間、ヘター（Hettar）・レルドリン（Lelldorin）・マンドラレン（Mandorallen）・レルグ（Relg）といった、のこされた仲間たちとともに、【世界の女王】セ・ネドラ（Ce'Nedra）と西方諸国の国家が撹乱のために起こした対アンガラク戦争に参戦。戦艦部隊の指揮に当たる。しかし、船上で熊に変貌したためアンヘグに鎖で縛られるという悲劇に見舞われる。トラク（Torak）との戦いから無事生還したベルガラスから、
「バラクが熊に変貌するのは、ガリオンの命に危険が及んだときである」
と教えられ、無事解放される。同時に自身の変貌の理由も知り、安堵する。

## 『マロリオン物語』での活躍
家族仲はおおむね良好。他の仲間と同じく、妻子をともなってガリオンが統治するリヴァやドラスニアへしばしば向かう。もちろん、リヴァの皇太子ゲラン（Geran）が誕生したときも祝いに駆けつけた。
チェレクで熊神教徒が謎の急成長を遂げつつあることを知ると、艦隊を率いて熊神教徒の造船基地があるチェレクの街ジャーヴィクショルムを襲撃し、海上からガリオンたちを支援した。また、ドラスニアのレオンにある熊神教徒の本拠地を叩くのにも一役買った。が、ここでケルの女予言者シラディス（Cyradis）の幻影と遭遇し、ガリオンの息子ゲランがザンドラマス（Zandramas）に誘拐されたことを知る。が、彼女から今回の探索にまつわる予言に名前がなく、仮に参加すればガリオンに不幸をもたらすことを知らされたため、探索の旅には参加してはならないと告げられ、彼女が去った後も激昂する。 
しかし、「ガリオン一行と遭遇しなければいい」という考えのもと、ガリオンの足取りを追うため、残されたかつての仲間たちや息子のウンラクとともに自身の船《海鳥号》でマロリーへ旅立つ。この一件はアローン諸国で『ならず者たちの集団失踪事件』として王族たち（特にドラスニアの王妃兼摂政のポレン（Pollen））の頭を悩ませることとなる。
長い航海の果て、ついにすべてが終わったガリオン一行を発見、《海鳥号》で救出する。その時、かつて自身がいとこにされた仕打ちを息子にもしていた。というのも、ウンラクが船上でとつぜん熊に変貌したのだ。ウンラクはガリオンの息子ゲランに危機が及んだとき、父と同じ変貌を遂げる運命にあったのだ。彼は息子に『ゲランの守護者』としての役割を教える。
その後、ダラシア保護領のペリヴォー島に立ち寄り、チェレク代表として『ダル・ペリヴォーの講和』の締結に貢献する。そして、仲間たちを《海鳥号》で各地の港で降ろし、いっときの別れを告げる。